# Megachile peculifera
Megachile peculifera là một loài Hymenoptera trong họ Megachilidae. Loài này được Cockerell mô tả khoa học năm 1919.